# Glória de Sant’Anna

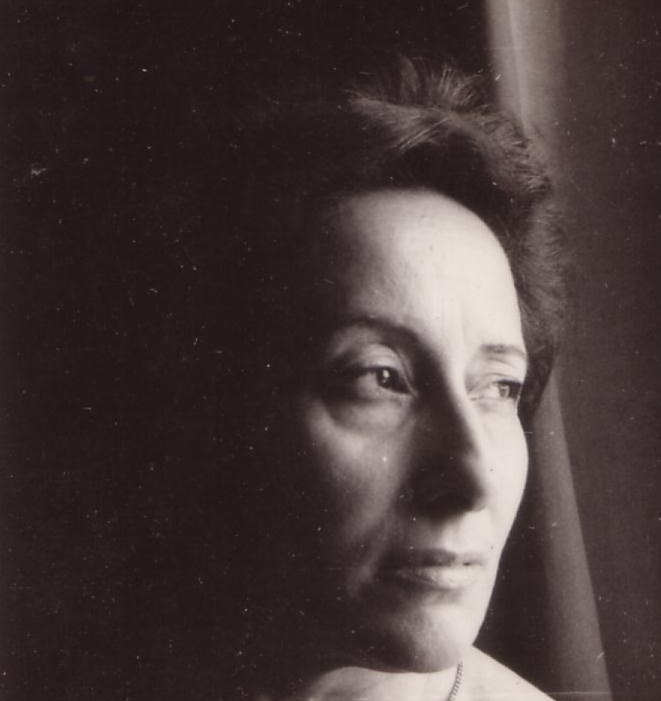
Glória de Sant'Anna

Glória de Sant’Anna (* 26. Mai 1925 in Lissabon; † 2. Juni 2009 in Válega) war eine portugiesische Dichterin.

## Leben
Glória de Sant’Anna wurde 1925 in der portugiesischen Hauptstadt Lissabon geboren. Im Jahre 1949 heiratete sie den Architekten Afonso Henriques Manta Andrade Paes (1924–1987). Mit diesem lebte sie von 1951 bis 1974 in Mosambik, unter anderem in den Orten Pemba und Chimoio. In dieser Zeit, aber auch nach ihrer Rückkehr nach Portugal, verfasste Glória de Sant’Anna zahlreiche Werke.
Für ihr schriftstellerisches Wirken wurde sie 1961 mit dem Camilo-Pessanha-Preis ausgezeichnet.
Glória de Sant’Anna starb 2009 im Alter von 84 Jahren im portugiesischen Hafenort Válega.

## Werke
- Distância (1951)
- Música Ausente (1954)
- Livro de Água (1961)
- Poemas do Tempo Agreste (1964)
- Um Denso Azul Silêncio (1965)
- Desde que o Mundo e 32 poemas de intervalo (1972)
- Amaranto (1983)
- Não eram Aves Marinhas (1988)
- Solamplo (2000)
- Algures no Tempo (2005)
- E nas Mãos Algumas Flores (2007)
- Trinado para a Noite que Avança (2009)
- GRITOACANTO 1970-1974 (2010)

## Auszeichnungen
- 1961: Camilo-Pessanha-Preis